# Comuna Ozereanka
Ozereanka (în ucraineană Озерянківська сільська рада) este o comună în raionul Jîtomîr, regiunea Jîtomîr, Ucraina, formată din satele Ozereanka (reședința), Pavlenkivka și Rijkî.

## Demografie
Componența lingvistică a comunei Ozereanka
     Ucraineană (98,39%)
     Alte limbi (0,87%)
Conform recensământului din 2001, majoritatea populației comunei Ozereanka era vorbitoare de ucraineană (98,39%), existând în minoritate și vorbitori de alte limbi.